# Venada cacao
Venada cacao es una especie de mariposa, de la familia de los hespéridos.

## Plantas hospederas
Las larvas de V. cacao se alimentan de plantas de la familia Lauraceae. Entre las plantas hospederas reportadas se encuentran Nectandra salicifolia, Ocotea austinii, Persea americana, Beilschmiedia brenesii, Ocotea whitei y especies no identificadas del género Licaria.